# Stobnica (stacja kolejowa)
Stobnica − zamknięta stacja kolejowa w Stobnicy, w Polsce, w województwie wielkopolskim, w powiecie obornickim. Obecnie budynek stacji pełni funkcje mieszkalne.

## Historia
Odcinek z Jaryszewa Obornickiego do Obornik Wielkopolskich otwarto 1 lipca 1910 jako kontynuację otwartego 1 lutego 1910 szlaku z Wronek do Jaryszewa. Ruch pasażerski odbywał się tutaj (z przerwami wojennymi) do 1991. Ruch towarowy ze Słonaw do Obrzycka, a więc także w Stobnicy, wstrzymano w 1994, a w 2000 (w dwóch etapach) zamknięto pozostałe odcinki. W 2005 odcinek skreślono z wykazu linii kolejowych. W 2008 linia została rozebrana na terenie gminy Oborniki, w tym w Stobnicy.

## Architektura i ruch
Budynek stacyjny i pozostałe zabudowania kolejowe wzniesiono poza terenem wsi, na wschód od niej. Obiekty te powstały w 1907 na 15,455 kilometrze szlaku. Dawny dworzec jest dwukondygnacyjny, murowany (ceglany), podpiwniczony i częściowo otynkowany. Architektonicznie zbliżony jest do dworca w Słonawach. Łączna kubatura obiektu wynosi 1374 m³, a powierzchnia użytkowa - 320 m². Budynek wpisano do rejestru zabytków.
Na stacji istniało stanowisko dyżurnego ruchu. Układ torowy składał się z dwóch torów oraz rampy. Istniała tylko jedna krawędź peronowa. W ostatnim okresie funkcjonowania stacji zredukowano ją do funkcji przystanku, a wszystkie torowiska, oprócz głównego, rozebrano.